# Лантратівка (Сватівський район)
Лантра́тівка  (хутір Лантратів — 1814 р., с. Лантратівка — 1859 р.) — село в Україні, у Троїцькій селищній громаді Сватівського району Луганської області. Населення становить 1 268 осіб. До 2017 року орган місцевого самоврядування — Лантратівська сільська рада.

## Географія
Село Лантратівка розташоване за 242 км від обласного центру, 83 км від районного центру та 9 км від адміністративного центру селищної громади і проходить автошляхом територіального значення Т 1312. У селі знаходиться однойменна залізнична станція, який діяв пункт контролю до російського вторгнення в Україну (24 лютого 2022 року) пункт контролю на державному українсько-російському кордоні однойменний пункт контролю — роз'їзд Вистріл.

## Історія
Село засноване 1814 року. До 1859 року носило назву хутір Лантратів. З 1859 року — село Лантратівка.
Село зазнало геноциду внаслідок Голодомору (1932—1933) років українського народу, вчиненого урядом СРСР, кількість встановлених жертв — 63 особи.
30 січня 2017 року Лантратівська сільська рада в ході децентралізації об'єднана з Троїцькою селищною громадою.
До 17 липня 2020 року, в результаті адміністративно-територіальної реформи та ліквідації Троїцького району, село увійшло до складу Сватівського району Луганської області.

## Населення

### Мова
Розподіл населення за рідною мовою за даними перепису 2001 року:
| Мова            | Кількість | Відсоток |
| --------------- | --------- | -------- |
| українська      | 1175      | 92.67%   |
| російська       | 91        | 7.18%    |
| білоруська      | 1         | 0.08%    |
| інші/не вказали | 1         | 0.07%    |
| Усього          | 1268      | 100%     |

## Особистість
У Лантратівці народилася Мурзай Галина Миколаївна (нар. 4 серпня 1943) — українська вокалістка (народний спів), Народна артистка УРСР (1978), лауреат багатьох співочих конкурсів.